# Fritz Menzer
Ostwin Fritz Menzer (6 de abril de 1908 - 25 de octubre de 2005) fue un criptógrafo alemán, que antes y durante la Segunda Guerra Mundial trabajó en el In 7/VI, la agencia de inteligencia de comunicaciones de la Wehrmacht, que más tarde trabajó en el OKW/Chi, la oficina de cifrado del mando supremo del partido nazi, y más tarde en la Abwehr, el servicio de inteligencia del ejército alemán. Estuvo involucrado en el desarrollo y producción de dispositivos y procedimientos criptográficos, así como en el control de seguridad de sus propios métodos.

## Semblanza
A la edad de 18 años, Menzer se unió a la Reichswehr como mecánico, y fue asignado a un batallón motorizado ubicado en Leipzig. Ya había desarrollado su interés por la criptografía, y se le había concedido una patente para un "aparato de medición combinado de ángulos y longitudes, cuyos datos [a partir de los cuales] se expresaban en forma cifrada mediante una combinación de cuatro letras".
Después de 12 años en el Cuerpo de Señales, donde había ascendido al rango de Oberfunkmeister (suboficial superior) tras estar dedicado a lamer y sellar cientos de sobres diariamente, finalmente fue enviado a prueba al OKW/Chi. Después de que su prueba de orientación y aptitud para el trabajo de criptoanálisis fuera reconocido en la Escuela de Señales del Ejército, fue trasladado al Departamento de Cifrado del Alto Mando de la Wehrmacht (OKW/Chi) en mayo de 1933, donde aprendió técnicas de criptoanálisis del jefe del grupo principal B, Wilhelm Fenner.
Un año después, en 1936, formando parte de un equipo liderado por Otto Buggisch, había descubierto métodos criptoanalíticos para romper el código de la C-36, una máquina de cifrado mediante rotores del tipo desarrollado por Boris Hagelin en Suecia. Además, desarrolló un método criptoanalítico para descifrar el código de la propia máquina de la Wehrmacht, la Enigma. Posteriormente, fue comisionado para liderar su propia unidad dentro del OKW/Chi, que tuvo que ocuparse del criptoanálisis de métodos criptográficos extranjeros, así como del desarrollo y control de seguridad de procedimientos propios y de la construcción de nuevas ayudas criptoanalíticas. Así, a la edad de 28 años, Fritz Menzer se convirtió en el Jefe de Seguridad de las Comunicaciones del Ejército Alemán. Menzer declaró en aquella época:

Dado que las tropas y su mando, debido a su ignorancia del estado científico de los métodos criptoanalíticos, consideraban el cifrado como un lastre para las técnicas de comunicación modernas, a menudo tuve que superar grandes dificultades para poner en práctica mis ideas.

Su servicio como soldado terminó el 32 de mayo de 1938 con el rango de Técnico Superior de Radio, y permaneció con el OKW/Chi como civil. Dos años después, en 1940, fue ascendido a inspector, y se le encomendó la gestión de la Unidad IIc de la OKW/Chi, encargada del desarrollo y fabricación de sistemas de cifrado especiales para agencias gubernamentales como la Oficina Central de Seguridad del Reich y la Abwehr, así como para la industria alemana. El 1 de abril de 1940 fue ascendido al rango de Inspector Superior del Gobierno. Con el mayor énfasis en la seguridad criptográfica y las comunicaciones de largo alcance, a principios de 1942 la sección de Menzer se dividió en tres subsecciones funcionales. Más adelante, en 1942, el almirante Canaris le encomendó a Menzer la tarea de comprobar la seguridad de los sistemas criptográficos de la Abwehr.
Hasta qué punto Fritz Menzer realmente puede ser considerado como el inventor de varias máquinas clave parcialmente innovadoras, como la máquina Clave 39 y el dispositivo Clave 41 (también conocido como el Hitlermühle, el "molino de Hitler") es controvertido. Sin embargo, muy probablemente estuvo al menos involucrado en el diseño de las máquinas y se le encomendó su revisión técnica.
Más tarde, en 1942, Canaris encargó a Menzer que realizara controles de seguridad en sus propios procedimientos criptográficos. Menzer reconoció las flagrantes debilidades criptográficas de los métodos utilizados, y en el verano de 1943 modificó todos los métodos manuales utilizados por la Abwehr. Introdujo el ABC Schlüssel, el Procedure 62 y el Procedure 40, todos ellos sistemas de doble transposición (véase cifrado por transposición) y de sustitución, así como el Schlüsselrad o rueda de cifrado, un sistema mecánico de autoclave.
Permaneció como criptólogo asesor de la defensa hasta el final de la guerra, que no vivió en Berlín, sino junto a la sección del OKW/Chi bajo la dirección de Wilhelm Fenner ubicada en el sur del Reich, en Werfen. El 23 de abril de 1945, la OKW/Chi se disolvió oficialmente y el personal fue asignado al General der Nachrichtenaufklärung (GdNA). Justo antes de que el ejército estadounidense llegara a su ubicación a unos 40 km al sur de Salzburgo, quemaron sus documentos o los arrojaron al río Salzach. Con la capitulación de la Wehrmacht el 8 de mayo de 1945, se terminó el servicio para todos los exmiembros del OKW. Menzer fue capturado e internado en el Campo del Ejército Estadounidense de Neufeld, cerca de Múnich.
El 17 de junio fue liberado y viajó a la zona de ocupación soviética, primero a la ciudad de Leipzig, y el 22 de septiembre a Zschopau, donde trabajó como docente desde enero de 1946. Poco después, debido a su pasado en la Wehrmacht, fue despedido. En la agitación del comienzo de la Guerra Fría, volvió a entrar en contacto con los estadounidenses en Berlín el 8 de septiembre de 1947, siendo internado en el Camp King de Oberursel, cerca de Fráncfort.
Menzer fue puesto en libertad y regresó a Zschopau el 12 de septiembre, siendo arrestado el 20 de septiembre por los rusos soviéticos, y encarcelado e interrogado en Dresde sobre sus contactos con los estadounidenses. Finalmente, el 13 de marzo de 1948, fue puesto en libertad después de haber consentido en espiar para los soviéticos. En abril de 1949, decidió huir de la Zona Soviética y viajó por Berlín Occidental hacia la zona de ocupación occidental. Su nombre aparece por última vez en documentos oficiales en 1951.
Una nota necrológica publicada en Frankfurt confirmó su muerte a la edad de 97 años, siendo enterrado el 5 de noviembre de 2005 en Bad Homburg.

## Inventos de Menzer
Durante el servicio de Menzer con el OKW/Chi y la Abwehr entre 1935 y 1945, fue responsable de una serie de avances en la ciencia de las máquinas de criptografía. Su técnica fue adaptar el uso de ruedas de pasador de Boris Hagelin para producir un movimiento irregular de la rueda en la maquinaria criptográfica.
Antes de la Segunda Guerra Mundial, Alemania utilizaba dos tipos de maquinaria de cifrado. Se trataba de la máquina de cifrado Enigma y las del tipo Hagelin. En estas últimas, todas las ruedas intervenían una vez con cada cifrado gracias al ciclo extendido mediante el uso de ruedas de diferente "longitud". En la Enigma, el movimiento era del tipo odométrico (por distancia), siendo la única variación el punto de inicio del ciclo en cada rotor. Las máquinas de Fritz Menzer fueron diseñadas para hacer impredecibles tales movimientos.
| Tipo de dispositivo y descripción | Tipo de dispositivo y descripción | Tipo de dispositivo y descripción | Tipo de dispositivo y descripción | Tipo de dispositivo y descripción |
| Nombre alemán                     | Traducción                        | Año de invención                  | Notas sobre el dispositivo |                                   |
| --------------------------------- | --------------------------------- | --------------------------------- | --- | --------------------------------- |
| Lückenfüllerwalze                 | Rueda de llenado de huecos        | Febrero de 1943                   | En un rotor Enigma normal, en el lado izquierdo, había un anillo móvil (con respecto al rotor) con una sola muesca de accionamiento, y en el derecho una rueda de bloqueo fija de 26 muescas que regulaba el accionamiento. Cuando la muesca de accionamiento de un rotor alcanza la posición de lectura, el siguiente rotor subordinado avanza una posición. Para el Lückenfüllerwalze, el anillo de la muesca se fijó al rotor y tenía 26 muescas de accionamiento, cualquiera de las cuales podía rellenarse para inactivarla, lo que preveía un paso irregular del rotor subordinado.[2][6] El doctor Walter Fricke fue el responsable inicial del diseño del dispositivo.[7] |                                   |
| Schlüsselgerät 39 (SG-39)         | Dispositivo Clave 39              | 1939                              | Artículos principales: PRINCE y Dispositivo Clave 39 . |                                   |
| M40                               | Dispositivo 40                    | Febrero de 1940                   | Esta fue una máquina diseñada por Menzer en 1940 y nunca se puso en uso. La máquina funcionaba de forma mecánica. Era un cilindro, con unas 30 ranuras para alfabetos cifrados. Estas ranuras se rotaban mediante una manivela y podían moverse de 0 a 3 ranuras después de cada letra. El alfabeto de texto plano se mezclaba y estaba en una ranura horizontal fija. El texto sin formato se cifraba trasponiendo de este alfabeto de texto sin formato al alfabeto de cifrado que se había traído a su lado. Otto Buggisch describió los principios como los de la tabla de Trittheim, un principio criptográfico histórico del siglo XVII.[8] Era una forma de cifrado de Trithemius. El movimiento estaba gobernado por 3 (o posiblemente 4) configuraciones de orejetas positivas y negativas como con las máquinas de Hagelin. El movimiento era la suma de los ajustes positivos, sujeto a un principio de superposición, similar en principio al dispositivo M-209. Otto Buggisch no conocía el ciclo del movimiento de las ruedas ni los detalles de la construcción mediante los cuales actuaban para variar el movimiento cuando se giraba la manivela.[8] Se proporcionó seguridad adicional utilizando solo 36 tiras a la vez, dejando aproximadamente 4 ranuras en blanco. Cuando estas ranuras alcanzaban la posición de cifrado, se elegía una letra al azar y se insertaba en el texto cifrado, y la letra de texto sin formato se cifraba con la siguiente tira que llegaba a la posición de cifrado.[8] Nunca se formularon ideas sobre el número total de tiras que se utilizarían o la frecuencia de los cambios de configuración. Las pruebas preliminares realizadas por el Dr. Doering y Otto Buggisch otorgaron a la máquina una alta calificación de seguridad. Sin embargo, era tan voluminosa como el dispositivo de cifrado Enigma, y no podía imprimir las letras, que era entonces la principal mejora deseada. Por estas razones, el sistema fue rechazado y solo se construyó un modelo de laboratorio.[9][8] |                                   |
| Schlüsselgerät 41 (SG-41)         | Dispositivo Clave 41              | 1941                              | Esta máquina de cifrado se basó en el cifrado de Hagelin, pero incluía un mecanismo para el paso variable de los rotores. El dispositivo tenía seis ruedas de pasador que eran mutuamente primarias. Las primeras cinco de estas ruedas tenían pasos de 1, 2, 4, 8 y 10 respectivamente. La sexta rueda hacía que estos pasos fueran positivos y negativos. El ciclo de cifrado de una letra constaba de tres elementos: 1. Un primer paso se producía si, y solo si, la sexta rueda tenía un pasador activo en la posición de índice de movimiento. Si este fuera el caso, entonces: La rueda 1 se movía un paso. Cada una de las cuatro ruedas restantes se movía un paso a menos que la rueda de su izquierda tuviera un pasador activo en la "posición de índice de movimiento", en cuyo caso se movería dos pasos. 2. Se generaba un paso de la clave que era la suma de todos los pasos de las ruedas que tenían pines activos en la "posición de índice de paso". Sin embargo, si la sexta rueda tuviera un pasador activo en "posición de índice de paso", el paso de la clave sería 25 menos la suma de todos los demás pasos. En tal circunstancia, la clave se complementaría. 3. Idéntico al paso 1, excepto si la rueda 6 tenía o no un pin activo en la posición de índice de movimiento. En este paso, la rueda 6 también avanzaba una o dos posiciones, dependiendo del estado de la rueda 5. Las especificaciones originales exigían una máquina liviana y duradera para ser utilizada por las unidades en el frente de batalla. Menzer incorporó al diseño una cinta de cifrado, operada por el teclado para mejorar la velocidad de cifrado. Como resultado de la operación del teclado, pudo rediseñar la disposición de las letras en las ruedas de impresión para obtener el recuento de frecuencias de cifrado. Durante la guerra hubo escasez de aluminio y magnesio, lo que provocó que la máquina pesara entre 12 y 15 kilogramos, demasiado pesada para su uso en el campo de batalla. La eliminación del teclado habría hecho que la máquina fuera más liviana, pero el diseño de las ruedas de impresión impedía que se usaran directamente para el cifrado. La producción se detuvo porque nadie sabía qué decisión tomar. Se construyeron alrededor de 1000 máquinas y se distribuyeron a la Abwehr, que comenzó a usarlas en 1944.[2] La Luftwaffe supuestamente las usó para la codificación de 10 números, posiblemente utilizada para informes meteorológicos.[10] |                                   |
| Schlüsselkasten                   | Caja de Claves, Caja de Cifrado   |                                   | La caja de cifrado era un dispositivo de cifrado mecánico que utilizaba los principios de las tiras deslizantes. Básicamente, era una caja de 3/4 libras de peso confeccionada en aluminio, que contenía tres ruedas de pasador Hagelin y un resorte helicoidal que determinaba el paso de una tira deslizante o regla de cálculo" situada en la parte superior de la caja. Se escribían dos alfabetos en la regla de cálculo, 13 caracteres de cada uno en la base fija y 13 caracteres de cada uno en la parte superior e inferior de la tira deslizante. Estos últimos estaban escritos de tal manera que solo un alfabeto a la vez estaba en fase. Los alfabetos se podían cambiar tantas veces como fuese necesario. En uso, la corredera se empujaba hacia la derecha hasta que se detenía, enrollando el resorte que accionaba el mecanismo. Al presionar un botón, se soltaba el dispositivo para moverse a la izquierda. Cuando en una o ambas posiciones de lectura, {\displaystyle A_{1}} y {\displaystyle A_{2}}, los engranajes estaban inactivos, el deslizamiento se detenía y se producía el cifrado. Si el paso provenía de {\displaystyle A_{2}} solo, o de {\displaystyle A_{1}} y {\displaystyle A_{2}} juntos, el dispositivo daba un paso adicional. Cuando el dispositivo se detenía, el alfabeto superior o el inferior estaban en fase y se podía leer el valor de cifrado. Presionar el botón nuevamente permitiría que la tira se deslizase hacia la izquierda hasta su siguiente parada. Se planeó reemplazar muchos dispositivos Enigma mediante la Schlüssselkasten. Tenía un nivel de seguridad bastante alto. Dados los alfabetos de la regla lateral, era posible recuperar los patrones de pasadores con una base de unas 30 letras. Sin la base, la asistencia informática habría sido necesaria y se habrían necesitado grandes cantidades de cifrado para recuperar los alfabetos. Se consideró una modificación en la que dos alfabetos de 26 caracteres se deslizaban uno contra el otro, en lugar de los segmentos de 13 caracteres. Esto habría aumentado considerablemente la seguridad del dispositivo, ya que se habría requerido más texto para recuperar los alfabetos. Sin embargo, habría simplificado la recuperación del patrón de pasadores después de la recuperación del alfabeto. El descifrado de un solo mensaje era muy improbable.[2][11][12] |                                   |
| Schlüsselscheibe                  | Arandela de seguridad             |                                   | Sistema diseñado por Menzer para su uso por agentes de espionaje. El principio de funcionamiento era similar al del Schlüssselkasten. Se utilizaban tres ruedas reiniciables pero con muescas permanentes. Para el cifrado, el disco interno se giraba para enrollar el resorte. Al presionar la tecla, se liberaba el disco interno y se le permitía girar hasta que lo detuvieran los anillos con muescas. Si el disco interno se detuviera en una posición en la que sus letras estuvieran en fase con las del disco externo, el valor de cifrado se leería directamente. Si la parada estuviera en una posición intermedia, se leería el número de la línea opuesta al valor simple y se tomaría el valor cifrado de la celda con ese número.[2][13][14] |                                   |
| Schlüssselrad                     | Rueda Clave                       |                                   | El Schlüssselrad era un dispositivo de cifrado operado manualmente, también diseñado para su uso por agentes de espionaje. Estaba formado por dos discos. El disco inferior tenía 52 muescas o agujeros alrededor de su borde, en los que se podía insertar un puntero o un lápiz para girar un disco. En la cara del disco había 52 celdas en las que se podía inscribir dos veces un alfabeto mezclado con el teclado, en el sentido de las agujas del reloj. El disco superior tenía un alfabeto estándar directo inscrito en el sentido de las agujas del reloj en la mitad de su periferia, junto a unas ventanas en semicírculo que, cuando dos discos se ensamblaban concéntricamente, revelaban 26 caracteres de secuencia mixta en el disco inferior. El disco superior también tenía una muesca en sus bordes que dejaba al descubierto diez de los orificios del disco inferior. Esta muesca tenía los dígitos del 0 al 9 inscritos junto a ella, en sentido contrario a las agujas del reloj, de modo que cuando los orificios expuestos se alinearan con los números, las letras del disco inferior se alineaban con las letras del disco superior. Se utilizaron varios métodos de generación de claves. Por ejemplo, los agentes que operaban en Chile utilizaban una palabra clave de 11 letras numerada como una clave de transposición, con el primer dígito de un número de dos dígitos eliminado. Esta clave se amplió agregando un recuento de grupo de dos dígitos y un grupo de tiempo de cuatro dígitos: A N T O F O G A S T A 1 6 0 7 4 8 5 2 9 1 3 1 2 1 4 4 0 En otros enlaces, se generaría una secuencia de Leonardo de Pisa de 100-125 dígitos mediante diversas manipulaciones de fecha, hora y un número secreto. Si un mensaje fuera más largo que la clave, se revertiría tantas veces como fuese necesario. También se utilizaron tablas de generación de claves. En uso, la clave constituía la entrada a un sistema de autoclave. Después de alinear los alfabetos de acuerdo con un sistema preestablecido o de acuerdo con un indicador en el mensaje, se insertaba un lápiz en el orificio correspondiente al primer dígito clave y se giraba el disco inferior en el sentido de las agujas del reloj hasta que el lápiz se detenía al final de la muesca. A continuación, se obtenía el texto sin formato en el disco superior y su valor cifrado se leía en el disco inferior. Luego se colocaba el lápiz en el total correspondiente al segundo dígito de la tecla, y se repetía el mismo procedimiento para la segunda letra del texto. Por lo tanto, la clave verdadera en cualquier punto del mismo cifrado era igual a la suma de todas las entradas de clave anteriores (una operación en módulo 26).[2] |                                   |